# Pañcika
Pañcika (chino: 般闍迦) es un demonio budista (rakshasa), el consorte de Hariti con quien tiene 500 hijos. 
De acuerdo al Mahavamsa, Pancika era el comandante en jefe de la armada de Iaksás de Vaiśravaṇa, con otros 27 generales Iaksá bajo sus órdenes.
A Pañcika se le suele representar sujetando una lanza o una bolsa con joyas o monedas junto con Hariti, en el arte greco budista de la región de Gandhara, ilustrando el amor marital siguiendo la información de Gautama Buda. Las dos figuras "fueron muy pouplares en Gandhara al final del siglo II, por lo que sus estatuas son frecuentes" Cuando es representado sosteniendo una lanza, indica su rol como el jefe de los Yakṣas. La iconografía de Pancika eventualmente surgió con el de Vaisravana.